# Anders Lund
Anders Lund (født 14. februar 1985 i København) er en tidligere professionel dansk landevejscykelrytter. Han har kørt for det danske hold Tinkoff.